# Катрин Фокс
Катрин Фокс (на английски: Kathryn Fox) е австралийска лекарка и писателка, авторка на произведения в жанра медицински трилър.

## Биография и творчество
Катрин Фокс е родена през 1966 г. в Сидни, Нов Южен Уелс, Австралия. Завършва Кралския австралийски колеж по обща медицина със специален интерес към съдебната медицина.
Работи като лекар в криминологията. Докато работи, започва да пише статии, а после и романи със сюжети, почерпани от 20-годишния ѝ професионален опит.
Първият ѝ роман „Malicious Intent“ (Злонамерени намерения) от поредицата „Д-р Аня Крайтън“ е публикуван през 2004 г. Главната героиня е съдебен патолог, и активно участва в разкриването на сложни престъпления извършени от патологични престъпници и серийни убийци. Книгата става международен бестселър и я прави известна.
Като страстен защитник на здравето и грамотността, стартира благотворителната организация „Read For Life“ (Чети за живот), чрез която предоставя възможности за образование за социално слаби коренни деца в Австралия.
Катрин Фокс живее със семейството си в Сидни.

## Произведения

### Серия „Д-р Аня Крайтън“ (Dr Anya Crichton)
1. Malicious Intent (2004) – награда „Давид“
2. Without Consent (2006)
Неуредени сметки, изд.: „Сиела“, София (2010), прев. Цветана Генчева
3. Skin and Bone (2007)
4. Blood Born (2009)
5. Death Mask (2011)
6. Cold Grave (2012)
7. Fatal Impact (2014)

### Участие в общи серии с други писатели

#### Серия „Детективска агенция Private“ (Private) – сДжеймс Патерсън
10. Private Sydney (2015) – издаден и като „Missing“
от серията има още романи от различни автори